# Bloomington (Indiana)
Bloomington è un comune (city) degli Stati Uniti d'America e capoluogo della contea di Monroe nello Stato dell'Indiana. La popolazione era di 80 405 persone al censimento del 2010, il che la rende la settima città più grande dello Stato e la quarta più grande al di fuori dell'area metropolitana di Indianapolis. La città è stata fondata nel 1818 da un gruppo di coloni provenienti dal Kentucky, dal Tennessee, dalle Caroline e dalla Virginia, che erano così impressionati di vedere un "paradiso di fiori", che decisero di chiamarlo Bloomington.

## Storia
Bloomington è stata fondata nel 1818 e un ufficio postale è in funzione dal 1825. Il comune è stato incorporato nel 1827.

## Geografia fisica
Secondo lo United States Census Bureau, ha un'area totale di 23,359 miglia quadrate (60,50 km²).

## Istruzione
È sede dell'Indiana University dove si laureò e insegnò lo scrittore Ross Lockridge Jr. nativo della cittadina.

## Società

### Evoluzione demografica
Secondo il censimento del 2010, Bloomington ha 80 405 abitanti.

### Etnie e minoranze straniere
Secondo il censimento del 2010, la composizione etnica della città è formata dall'83,0% di bianchi, il 4,6% di afroamericani, lo 0,3% di nativi americani, l'8,0% di asiatici, lo 0,1% di oceanici, l'1,2% di altre etnie e il 3,0% di due o più etnie. Ispanici o latinos erano il 3,5% della popolazione.

## Amministrazione

### Gemellaggi
- Posoltega
- Santa Clara